# Kőszegi Bella
Kőszegi Bella (Szatmárnémeti, 1905. augusztus 26. – Port-au-Prince, 1931. augusztus 24.) magyar festő- és grafikusművész.

## Élete
Édesapja Kőszegi László rajztanár, édesanyja Haller Izabella volt.
Művészeti tanulmányait 1920 és 1925 között a budapesti Iparművészeti Iskolában végezte. Mesterei Helbing Ferenc és Haranghy Jenő voltak.
Képeit először 1926-ban állította ki a Nemzeti Szalonban. Itt figyelt fel rá a Singer és Wolfner kiadó, ami a következő években számos megrendeléssel látta el. Kőszegi illusztrációival jelent meg Pósa Lajos népszerű gyermekkönyve, az Arany ABC legújabb kiadása 1927-ben, amely munkáért a grafikust többször is díjazták.
Rendszeresen jelentek meg rajzai a Magyar Lányok és Az Én Újságom című gyermeklapokban.
Az 1928 és 1930 között Párizsban tanult. Itt megismerkedett az előkelő haiti családból származó Marcel Herard orvostanhallgatóval, akivel Haitira költözött és 1931 márciusában összeházasodtak. Családja és barátai nem nézték jó szemmel a fekete férfival való kapcsolatát. Kőszegi rajziskolát szeretett volna nyitni a karibi országban, de 1931 augusztusában hirtelen megbetegedett. 1931. augusztus 24-én, két nappal 26. születésnapja előtt halt meg Port-au-Prince-ben.

## Művészete
Eredeti, derűs, friss, humoros, részben népművészet ihlette rajzokkal tűnt fel. Elsősorban meseillusztrációkkal vált ismertté. Nagy hatással volt többek között Marék Veronika művészetére.

## Illusztrált könyveinek legújabb kiadása
- Gaál Mózes, ifj. (1928): Hasszán története. Budapest: Singer és Wolfner
- Móra Ferenc (2001): Hol volt, hol nem volt. Budapest: Kairosz
- Pósa Lajos (2011): Arany ABC. Budapest: Fekete Sas Kiadó
- Móra Panka (2013): Mese, mese, mátka. Budapest: Fekete Sas Kiadó
- Kőszegi Bella (2014): Kőszegi Bella képes mesekönyve. Budapest: Fekete Sas Kiadó
- Kőszegi Bella (2022): Lehetett volna egy mesevilág. Kőszegi Bella képregényei, 1928–1931. Budapest: Nero Blanco Comix